# Lampaul-Plouarzel
 Lampaul-Plouarzel  (en bretón Lambaol-Blouarzhel) es una población y comuna francesa, situada en la región de Bretaña, departamento de Finisterre, en el distrito de Brest y cantón de Saint-Renan.

## Demografía
| 1435 | 1464 | 1482 | 1583 | 1662 | 1766 |
| Para los censos de 1962 a 1999 la población legal corresponde a la población sin duplicidades (Fuente: INSEE [Consultar]) |      |      |      |      |      |